# Захаров, Сергей Парменович
Сергей Парменович Захаров (1890, Николаевск, Самарская губерния — 17 марта 1920, Екатеринодар) — командир Красной Армии, участник Первой мировой и Гражданской войны. Соратник В. И. Чапаева, кавалер ордена Красного Знамени.

## Биография
Родился в семье мелкого торговца в городе Николаевск около 1890 года. Многодетная семья не выбивалась из нужды, поэтому Сергей с малых лет работал по найму в Николаевске, Саратове, Царицыне, Петербурге. Там в 1905 году его арестовали за участие в революционном движении, но по малолетству отпустили и отправили домой.
Во время Первой мировой войны был мобилизован в армию, участвовал в боях. Был произведён в старшие унтер-офицеры, по другим данным, дослужился до подпоручика.
Вскоре после Февральской революции 1917 года Сергей Захаров вступил в партию большевиков и был направлен из Петрограда в Балаково устанавливать Советскую власть. Здесь назначен начальником оперативного отдела штаба, весной 1918 с отрядом, сформированным из рабочих заводов Маминых и грузчиков, направился в Алатату (ныне Дергачи), где стал во главе сводного батальона. После подавления в феврале 1918 года мятежа в Балаково Захаров был назначен военным комиссаром города. В начале июля назначен военным руководителем Николаевской группы войск. В сентябре по приказу штаба 4 Армии сформировал и возглавил Первую Николаевскую стрелковую дивизию, в которую вошли бригады Чапаева и Кутякова (впоследствии переименована в Самарскую дивизию), затем сформировал вторую Николаевскую дивизию, командиром которой был назначен В. И. Чапаев.
В Николаевске встретился со знаменитым красным командиром В. И. Чапаевым и сблизился с ним. По свидетельству современников Захаров и Чапаев были боевыми друзьями, соратниками, единомышленниками.
Дивизия Захарова успешно вела боевые действия на линии Вольск — Хвалынск, 7 октября 1918 года заняла Самару. За успешные действия на фронте он был награждён орденом Красного Знамени. В ноябре 1918 освобождён от обязанностей начдива.
В августе 1919 года приказом М. В. Фрунзе назначен начальником 22 стрелковой дивизии, воевавшей на Южном фронте против генерала Деникина, участвовал в захвате многих городов и станиц Дона и Кубани. Во время боёв за Екатеринодар 17 марта 1920 года был пленён конными белогвардейцами и увезён в сторону реки Кубани. Поиски ничего не дали и дальнейшая его судьба не известна. Но ходили слухи,что Захаров был расстрелян и брошен в реку Кубань.
На месте пленения С. П. Захарова стоит мемориальный знак из черного мрамора.Его именем в 1928 году  была переименована улица Краснодара,где он был пленён.

## Семья
Отец — Пармен Яковлевич Захаров занимался мелким предпринимательством в сфере закупки скота, избирался членом городской управы Николаевска.
Мать — Евгения Федоровна, домохозяйка.
Сестры: Софья, Анастасия, Серафима, Наталья.
Братья:
- Николай. В 1917 году вступил в партию большевиков, вместе с братом был направлен из Петрограда в Балаково для установления Советской власти, здесь назначен военным комиссаром. Позже воевал под началом В. И. Чапаева, командовал полком, освобождал Балаково от белогвардейцев (26 июля 1918 года). Затем командир 1 бригады 22 стрелковой дивизии. В 1920 году награждён орденом Красного Знамени (Приказ РВСР № 220), после гражданской войны возглавлял уездный исполком Николаевска. В 1923 году направлен на работу в областной исполком Самары, а затем в Наркомат путей сообщения. Умер в 1925 году.
- Михаил. С 19 марта 1918 года — заместитель комиссара внутренних дел города Балаково. Затем воевал на фронтах гражданской войны, которую закончил командиром 172 стрелковой бригады 58 Краснознамённой дивизии. Был военкомом 444 стрелкового полка, 18 мая 1922 года награждён орденом Красного Знамени, золотыми часами и именным оружием. В начале 1920-х гг. — военный комиссар Балакова, с 1926 г. работает в кожевенной промышленности, на руководящих должностях в Красноярске. Окончил военную академию Генштаба им. Фрунзе, занимал ответственные посты в Красной Армии, был секретарём парторганизации штаба армии, принимал участие в боях с японцами на Халхин-Голе. Осенью 1940 года награждён орденом Красной Звезды. В 1941 году работал заместителем председателя Фрунзенского райисполкома Москвы. В начале Великой Отечественной войны назначен командиром партизанской бригады и направлен в Смоленскую область, погиб в бою с фашистскими захватчиками.
- Яков также участник гражданской войны, потом руководил Балаковской уездной милицией, затем переехал в Астрахань, где продолжал работать в милиции. Последние годы жизни провёл в г. Уральске, умер в 1940 году от туберкулёза.
- Василий умер в 1956 году в Киргизии[2].